# Эчединский район
Эчединский район — административный район существовавший в составе Дагестанской АССР.
Административный центр — село Эчеда.

## География
Располагался на западе республики, на границе с Чеченской АО. Граничил на: юге с Цунтинским, на востоке с Тляратинским, на севере с Цумадинским районами.

## История
Образован в порядке эксперимента постановлением ЦИК ДАССР от 28.03.1926 г. путём объединения бывших Дидоевского и Ункратлинского участков Андийского округа под названием Ункратль-Дидоевский район. 12.12.1926 г. переименован в Эчединский.
По проекту районирования Дагестанской АССР утвержденного 4-й сессией ЦИК ДАССР от 22.11.1928 г. район ликвидирован, а его территория передана во вновь образованный Цумадинский кантон.

## Население
По переписи 1926 г. в районе проживало 6110 человек, 99,3 % из которых составляли тиндинцы.